# Zeepkruid
Het zeepkruid (Saponaria officinalis) is een overblijvende, tot 70 cm hoge plant uit de anjerfamilie (Caryophyllaceae). De Nederlandse naam is afgeleid van de giftige stof saponine die de plant bevat, vooral in de wortel, en die gaat schuimen bij contact met water. De soortaanduiding officinalis geeft aan dat de plant medicinaal werd gebruikt.
De roze bloemen zijn met vijf tot tien stuks in een scherm of tros gerangschikt. De vijf kroonbladen per bloem zijn niet uitgerand. De roodachtige kelkbladen zijn tot een buis vergroeid. De bloeitijd loopt van mei tot september.
De langwerpige bladeren zijn tegenoverstaand.

## Voorkomen
Het zeepkruid groeit onder hagen en in wegbermen, op ruderale terreinen, vooral op zandgrond.
Het verspreidingsgebied loopt van het zuiden van Europa tot het westen van Siberië.

## Toepassingen
De plant bevat saponinen, inwendig gebruik moet daarom met voorzichtigheid gebeuren. Bij overdosering kunnen misselijkheid, diarree en eventueel braken optreden.
De plant werd gebruikt tegen ontstekingen.
De wortels van de plant werden vroeger gebruikt om wasgoed te bleken. Een aftreksel van de wortels werd daartoe schuimig geklopt en het schuim werd gesprenkeld over het wasgoed dat op een bleekveld uitgespreid lag. Na droging in de zon werd het gedroogde schuim afgeborsteld. Vandaar de naam. 
Er is echter in oude geschriften niets te vinden over deze toepassing.
Wel staat Zeepkruid al eeuwen bekend om zijn waskracht vooral gebruikt bij tere stoffen en bij het verwijderen van vetvlekken. (Culpeper's Complete Herbal uit de 17e eeuw, Flora Batava uit 1800)

## Plantensociologie
Zeepkruid is een kensoort van de kweekdravik-associatie (Bromo inermis-Eryngietum campestris).

## Afbeeldingen

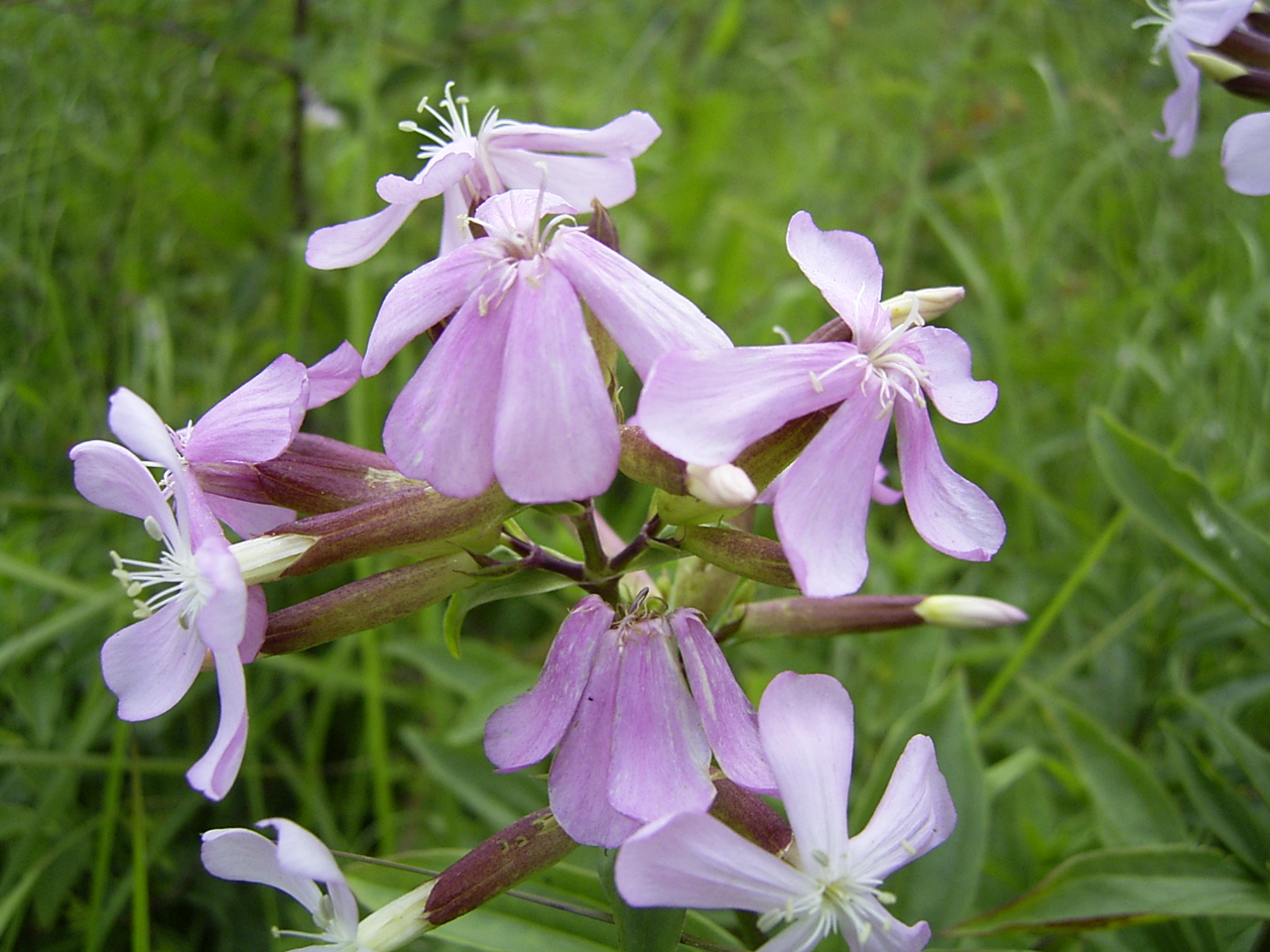
Zeepkruid
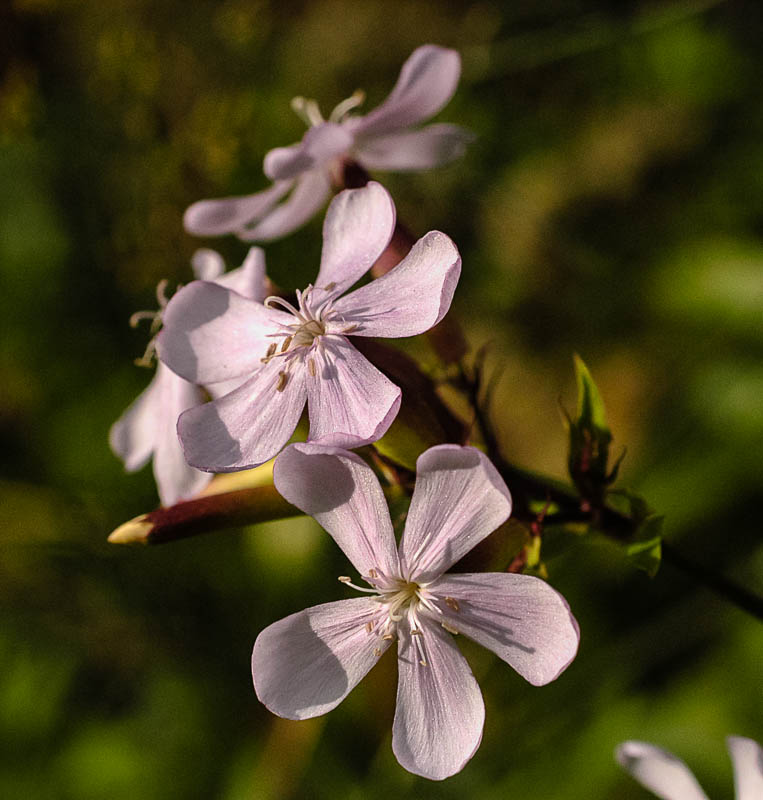
Gewoon zeepkruid
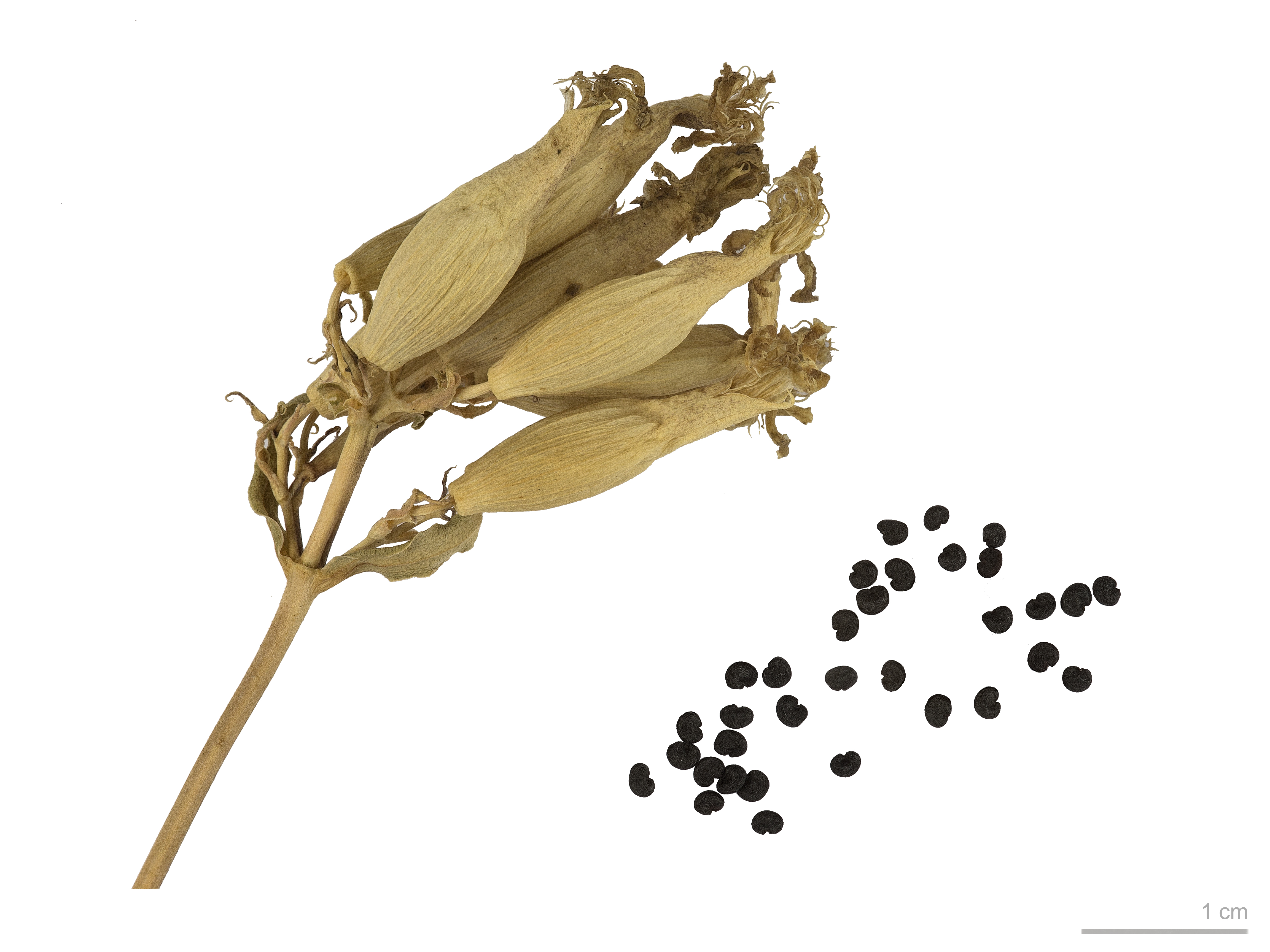
Saponaria officinalis